# Lydia DeWeese
Lydia DeWeese (Columbus, 19 aprile 1996) è una pallavolista statunitense, di ruolo centrale.

## Carriera

### Club
La carriera di Lydia DeWeese inizia nei tornei scolastici dell'Ohio, giocando per la Worthington Kilbourne HS. Dopo il diploma, invece, gioca a livello universitario con la UW-Green Bay, partecipando alla NCAA Division I dal 2014 al 2017.
Nella stagione 2018-19 firma il suo primo contratto professionistico in Finlandia con il Nurmon Jymy, nella Lentopallon Mestaruusliiga.